# Giải thưởng lớn (Liên hoan phim Cannes)
Giải thưởng lớn là một giải của Ban Giám khảo Liên hoan phim Cannes dành cho một phim tranh giải. Đây là giải có uy tín thứ nhì của Liên hoan phim này, sau Giải Cành cọ vàng.

## Tên giải
Từ khi thành lập năm 1967, giải này mang tên Giải thưởng lớn đặc biệt của Ban Giám khảo (Grand Prix Spécial du Jury) (1967-1988); tới năm 1989 mang tên Giải thưởng lớn của Ban Giám khảo (Grand Prix du Jury) (1989-1994), và cuối cùng từ năm 1995 tới nay mang tên đơn giản Giải thưởng lớn (Grand Prix).
Xin đừng lẫn lộn với Grand Prix du Festival International du Film (Giải thưởng lớn của Liên hoan phim quốc tế), tên cũ của Giải Cành cọ vàng.

## Giải thưởng lớn đặc biệt của Ban Giám khảo
| Năm  | Phim                                                                                               | Đạo diễn                   | Quốc tịch của đạo diễn |
| ---- | -------------------------------------------------------------------------------------------------- | -------------------------- | ---------------------- |
| 1967 | Accident                                                                                           | Joseph Losey               | Hoa Kỳ                 |
| 1967 | I Even Met Happy Gypsies (Skupljači perja)                                                         | Aleksandar Petrović        | Nam Tư                 |
| 1969 | Ådalen 31                                                                                          | Bo Widerberg               | Thụy Điển              |
| 1970 | Investigation of a Citizen Above Suspicion (Indagine su un cittadino al di sopra di ogni sospetto) | Elio Petri                 | Ý                      |
| 1971 | Johnny Got His Gun                                                                                 | Dalton Trumbo              | Hoa Kỳ                 |
| 1971 | Taking Off                                                                                         | Miloš Forman               | Tiệp Khắc              |
| 1972 | Solaris (Солярис, Solyaris)                                                                        | Andrei Tarkovsky           | Liên Xô                |
| 1973 | The Mother and the Whore (La maman et la putain)                                                   | Jean Eustache              | Pháp                   |
| 1974 | Arabian Nights (Il fiore delle Mille e una notte)                                                  | Pier Paolo Pasolini        | Ý                      |
| 1975 | The Enigma of Kaspar Hauser (Jeder für sich und Gott gegen alle)                                   | Werner Herzog              | Tây Đức                |
| 1976 | Cría Cuervos                                                                                       | Carlos Saura               | Tây Ban Nha            |
| 1976 | La Marquise d'O...                                                                                 | Éric Rohmer                | Pháp                   |
| 1978 | The Shout                                                                                          | Jerzy Skolimowski          | Ba Lan                 |
| 1978 | Bye Bye Monkey (Ciao maschio)                                                                      | Marco Ferreri              | Ý                      |
| 1979 | Siberiade (Сибириада, Sibiriada)                                                                   | Andrei Konchalovsky        | Liên Xô                |
| 1980 | Mon oncle d'Amérique                                                                               | Alain Resnais              | Pháp                   |
| 1981 | Les Années lumière                                                                                 | Alain Tanner               | Thụy Sĩ                |
| 1982 | The Night of the Shooting Stars (La Notte di San Lorenzo)                                          | Paolo and Vittorio Taviani | Ý                      |
| 1983 | Monty Python's The Meaning of Life                                                                 | Terry Jones                | Anh Quốc               |
| 1984 | Diary for my children                                                                              | Márta Mészáros             | Hungary                |
| 1985 | Birdy                                                                                              | Alan Parker                | Anh Quốc               |
| 1986 | The Sacrifice (Offret)                                                                             | Andrei Tarkovsky           | Liên Xô                |
| 1987 | Repentance (მონანიება, Monanieba)                                                                  | Tengiz Abuladze            | Liên Xô                |
| 1988 | A World Apart                                                                                      | Chris Menges               | Anh Quốc               |

## Giải thưởng lớn của Ban Giám khảo
| Năm  | Phim                                                        | Đạo diễn           | Quốc tịch của đạo diễn |
| ---- | ----------------------------------------------------------- | ------------------ | ---------------------- |
| 1989 | Cinema Paradiso (Nuovo Cinema Paradiso)                     | Giuseppe Tornatore | Ý                      |
| 1989 | Too Beautiful for You (Trop belle pour toi)                 | Bertrand Blier     | Pháp                   |
| 1990 | The Law (Tilaï)                                             | Idrissa Ouedraogo  | Burkina Faso           |
| 1990 | The Sting of Death (死の棘, Shi no Toge)                    | Kôhei Oguri        | Nhật Bản               |
| 1991 | La Belle Noiseuse                                           | Jacques Rivette    | Pháp                   |
| 1992 | The Stolen Children (Il Ladro di bambini)                   | Gianni Amelio      | Ý                      |
| 1993 | Faraway, So Close! (In weiter Ferne, so nah!)               | Wim Wenders        | Đức                    |
| 1994 | Phải sống (活着, huó zhe)                                   | Trương Nghệ Mưu    | Trung Quốc             |
| 1994 | Burnt by the Sun (Утомлённые солнцем, Utomlyonnye solntsem) | Nikita Mikhalkov   | Nga                    |

## Giải thưởng lớn
| Năm  | Phim                                                   | Đạo diễn                     | Quốc tịch của đạo diễn |
| ---- | ------------------------------------------------------ | ---------------------------- | ---------------------- |
| 1995 | Ulysses' Gaze (To Vlemma tou Odyssea)                  | Theo Angelopoulos            | Hy Lạp                 |
| 1996 | Breaking the Waves                                     | Lars von Trier               | Đan Mạch               |
| 1997 | The Sweet Hereafter                                    | Atom Egoyan                  | Canada                 |
| 1998 | Life Is Beautiful (La vita è bella)                    | Roberto Benigni              | Ý                      |
| 1999 | Humanité                                               | Bruno Dumont                 | Pháp                   |
| 2000 | Devils on the Doorstep (鬼子来了)                      | Jiang Wen                    | Trung Quốc             |
| 2001 | The Piano Teacher (La Pianiste)                        | Michael Haneke               | Áo                     |
| 2002 | The Man Without a Past (Mies vailla menneisyyttä)      | Aki Kaurismäki               | Phần Lan               |
| 2003 | Uzak                                                   | Nuri Bilge Ceylan            | Thổ Nhĩ Kỳ             |
| 2004 | Oldboy (올드보이)                                      | Park Chan-wook               | Hàn Quốc               |
| 2005 | Broken Flowers                                         | Jim Jarmusch                 | Hoa Kỳ                 |
| 2006 | Flanders                                               | Bruno Dumont                 | Pháp                   |
| 2007 | The Mourning Forest (殯の森, Mogari no Mori)           | Naomi Kawase                 | Nhật Bản               |
| 2008 | Gomorrah (Gomorra)                                     | Matteo Garrone               | Ý                      |
| 2009 | A Prophet (Un prophète)                                | Jacques Audiard              | Pháp                   |
| 2010 | Of Gods and Men (Des hommes et des dieux)              | Xavier Beauvois              | Pháp                   |
| 2011 | Once Upon a Time in Anatolia (Bir Zamanlar Anadolu'da) | Nuri Bilge Ceylan            | Thổ Nhĩ Kỳ             |
| 2011 | The Kid with a Bike (Le Gamin au Vélo)                 | Jean-Pierre and Luc Dardenne | Bỉ                     |
| 2012 | Reality                                                | Matteo Garrone               | Ý                      |
| 2013 | Inside Llewyn Davis                                    | The Coen Brothers            | Hoa Kỳ                 |